# Grande Prêmio da Grã-Bretanha de 2017
Grande Prêmio da Grã-Bretanha de 2017 (formalmente denominado 2017 Formula 1 Rolex British Grand Prix) foi a décima etapa da temporada de 2017 da Fórmula 1. Disputada em 16 de julho de 2017 no Circuito de Silverstone, Silverstone, Grã-Bretanha, foi vencida pelo inglês Lewis Hamilton. Completam o pódio os finlandeses Valtteri Bottas e Kimi Räikkönen.

## Relatório

### Treino Classificatório
Q1
O treino começou com chuva e pista bastante molhada. Os carros foram à pista calçados com pneus intermediários, e a RBR logo se sobressaiu. Ricciardo fez o melhor tempo, assumindo a ponta com 1m42s966, porém, logo em seguida o australiano parou na pista com problemas no carro. Após o acionamento da bandeira vermelha o treino ficou paralisado, e voltou com pouco mais de 10 minutos para o final. Com a chuva diminuindo, Verstappen confirmou o bom desempenho do time austríaco e liderava a sessão até que Alonso resolveu dar um show particular para o público inglês. Com pouco tempo para o término do treino, o espanhol foi aos boxes, trocou os pneus intermediários pelos supermacios, abriu a volta rápida no talo e anotou o melhor tempo da sessão com 1m37s598 para delírio total das arquibancadas.
Eliminados: Lance Stroll (Williams), Kevin Magnussen (Haas), Pascal Wehrlein (Sauber), Marcus Ericsson (Sauber) e Daniel Ricciardo (Red Bull).
Q2
Com a pista secando, os pilotos optaram por iniciar o Q2 com pneus supermacios. No princípio da sessão, Hülkenberg deu o tom, liderando com o tempo de 1m31s085. Os pneus foram aquecendo e a briga entre Mercedes e Ferrari se intensificando, com Hamilton tirando a liderança da escuderia italiana tendo o cronômetro já zerado. Se no Q1 Alonso conseguiu tirar um coelho da cartola, no Q2 o espanhol sucumbiu ao carro ruim da McLaren e terminou em 13º, com o companheiro de equipe Vandoorne passando para o Q3 em sétimo. Massa também não foi bem, e fechou a sessão na 15ª colocação.
Eliminados: Jolyon Palmer (Renault), Daniil Kvyat (Toro Rosso), Fernando Alonso (McLaren), Carlos Sainz Jr. (Toro Rosso) e Felipe Massa (Williams).
Q3
Na disputa pela pole position, Hamilton tratou de tomar as rédeas do treino, logo assumindo a liderança com 1m27s231. Lewis estava imbatível, fazendo o melhor tempo em todos os setores da pista, anotando a 67ª pole position da carreira com 1m26s600. As duas Ferrari vieram na sequência com Räikkönen em segundo e Vettel em terceiro. Pole no treino do GP da Áustria, Bottas foi apenas o quarto, com Verstappen em quinto.

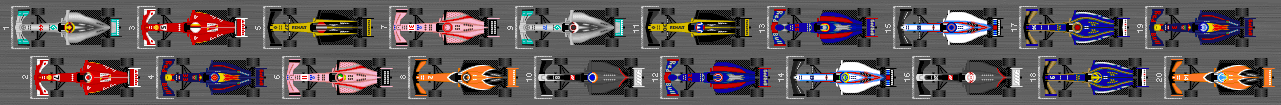
Grid de Largada

### Corrida
Antes mesmo da largada, um dos donos da casa ficou pelo caminho. Em péssima fase, Jolyon Palmer sofreu uma pane em sua Renault e teve de encostar na curva Stowe na volta de apresentação. Assim, a direção de prova precisou fazer um novo procedimento de largada para remover o carro do britânico. Quando a corrida começou pra valer, Hamilton partiu na frente e Räikkönen manteve o segundo lugar. Verstappen conseguiu passar Vettel, que tinha sua Ferrari soltando fumaça antes do apagar das luzes vermelhas.
Hülkenberg mostrou serviço e conseguiu se manter em quinto, apesar dos ataques de Ocon, que superou Pérez. O mexicano caiu de sexto para oitavo, sendo superado também por Bottas. E ainda na primeira volta, que teve Massa subindo para décimo, teve fogo nada amigo na Toro Rosso: Daniil Kvyat acertou o carro do seu companheiro de equipe, Carlos Sainz, que teve de abandonar. O acidente levou a direção de prova a acionar o safety-car.
O safety-car voltou ao pit-lane no fim da quarta volta. Hamilton não teve problemas para manter a liderança. Aliás, todas as posições no rol dos dez primeiros foram mantidas. Mais atrás, Ricciardo, que estava em 12º, caía para o fim da fila depois de ter cometido um erro. E Bottas passava Ocon na volta seguinte para assumir o sexto lugar.
A corrida vinha em ritmo interessante, pelo menos no pelotão intermediário. 'Parceiros' na Sauber Marcus Ericsson e Pascal Wehrlein se estranhavam e tocavam roda, com o alemão levando a melhor no duelo. E Bottas já subia para quinto depois de passar Hülkenberg, outro que fazia uma boa prova. Fernando Alonso e Ricciardo, vindo de trás, disputavam a 13ª posição.
Hamilton, na volta 13, continuava sobrando e registrava seguidamente a melhor marca da prova, abrindo uma diferença segura de 4s para Räikkönen, enquanto Verstappen lidava com a pressão de Vettel na luta pelo quarto lugar. Os pilotos travaram um belíssimo duelo roda a roda, com a torcida britânica vibrando ao ver o holandês à frente. A disputa permitiu a Bottas chegar nos dois. Detalhe: o finlandês tinha pneus macios e contava com uma estratégia que indicava ser possível até um pódio.
Sem chance de passar Verstappen, Vettel antecipou seu primeiro pit-stop e colocou pneus macios na abertura da volta 19. O alemão voltou em sexto, atrás de Hülkenberg e à frente de Ocon. Max parou na volta seguinte e Bottas tinha pista livre depois de assumir o terceiro lugar. O trabalho da Red Bull foi pior que o da Ferrari, e o holandês retornou do pit-lane atrás de Vettel.
Com a parada de Kimi na volta 25, Bottas subiu para segundo. O 'Homem de Gelo' conseguiu voltar à frente de Vettel, mas com uma diferença bem menor, cerca de 4s. No giro seguinte, foi a vez do líder da prova trocar os supermacios pelos macios. Mas a vantagem era confortável o bastante para Hamilton voltar ainda em primeiro, com Bottas perto. Pouco depois, Kimi reclamava de alguma coisa solta dentro do cockpit, enquanto Kvyat enfrentava um problema na suspensão.
Massa estava em 11º, atrás dos dois carros da Force India, de Ocon e Pérez, que lutavam para chegar em Magnussen, oitavo. Ricciardo, que também ainda não tinha feito seu pit-stop, vinha em sexto, enquanto Alonso aparecia em 14º.
Bottas finalmente fez seu pit-stop na volta 33, quando a Mercedes calçou seu carro #77 com pneus supermacios. Valtteri voltava em quarto, atrás de Vettel, mas por ter compostos mais rápidos, ainda tinha chance de lutar pelo pódio, apesar do tráfego à frente. Ricciardo também fazia sua parada na volta seguinte e retornava em décimo, enquanto Alonso deixava a prova. Novamente, pela falta de potência do motor Honda.
Ricciardo fazia grande corrida e subia para sétimo depois de passar as duas Force India e também Magnussen. Hamilton, por sua vez, seguia soberano na ponta, com quase 12s de frente para Räikkönen, enquanto Bottas lutava para se aproximar de Vettel e garantir um lugar no top-3, além de contribuir para Lewis reduzir a vantagem do alemão no Mundial.
Na volta 43, Bottas encostou de vez e colocou sua Mercedes lado a lado com a Ferrari do alemão. A primeira tentativa não deu certo, mas a ultrapassagem parecia questão de tempo. E aconteceu na volta seguinte, com a manobra sendo motivo de aplauso da torcida britânica. Nas voltas finais, porém, as duas Ferrari e Max Verstappen sofreram com problemas nos pneus. Primeiro foi Räikkönen, que teve de ir aos boxes para uma parada extra. Vettel assumiu a terceira posição, mas também teve um dos pneus furados. Assim, Bottas terminou mesmo em segundo, enquanto Kimi ainda conseguiu voltar para ser o terceiro. A jornada foi dura para Vettel, que terminou só em sétimo e viu a diferença para o triunfal Hamilton cair para apenas um ponto.

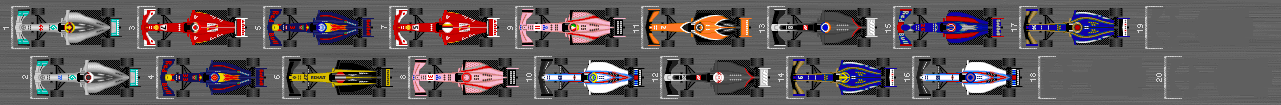
Resultado da corrida

## Pneus
| Nome do composto | Cor | Banda de rolamento | Condições de Tempo | Dry Type                           | Aderência      | Longevidade   |
| ---------------- | --- | ------------------ | ------------------ | ---------------------------------- | -------------- | ------------- |
| Super Macio      |     | Slick (P Zero)     | Seco               | Supersoft                          | Mais aderência | Menos durável |
| Macio            |     | Slick (P Zero)     | Seco               | Soft                               | Médio          | Médio         |
| Medio            |     | Slick (P Zero)     | Seco               | Medium                             | Médio          | Médio         |
| Intermediário    |     | Sulcos (Cinturato) | Molhado            | Intermediate (água não estagnante) | —              | —             |
| Chuva            |     | Sulcos (Cinturato) | Molhado            | Wet (água estagnante)              | —              | —             |

## Resultados

### Treino Classificatório
| Pos.                     | Nº | Piloto            | Construtor           | Q1       | Q2       | Q3       | Grid |
| ------------------------ | -- | ----------------- | -------------------- | -------- | -------- | -------- | ---- |
| 1                        | 44 | Lewis Hamilton    | Mercedes             | 1:39.069 | 1:27.893 | 1:26.600 | 1    |
| 2                        | 7  | Kimi Räikkönen    | Ferrari              | 1:40.455 | 1:28.992 | 1:27.147 | 2    |
| 3                        | 5  | Sebastian Vettel  | Ferrari              | 1:39.962 | 1:28.978 | 1:27.356 | 3    |
| 4                        | 77 | Valtteri Bottas   | Mercedes             | 1:39.698 | 1:28.732 | 1:27.376 | 9 1  |
| 5                        | 33 | Max Verstappen    | Red Bull-TAG Heuer   | 1:38.912 | 1:29.431 | 1:28.130 | 4    |
| 6                        | 27 | Nico Hülkenberg   | Renault              | 1:39.201 | 1:29.340 | 1:28.856 | 5    |
| 7                        | 11 | Sergio Pérez      | Force India-Mercedes | 1:42.009 | 1:29.824 | 1:28.902 | 6    |
| 8                        | 31 | Esteban Ocon      | Force India-Mercedes | 1:39.738 | 1:29.701 | 1:29.074 | 7    |
| 9                        | 2  | Stoffel Vandoorne | McLaren-Honda        | 1:40.011 | 1:30.105 | 1:29.418 | 8    |
| 10                       | 8  | Romain Grosjean   | Haas-Ferrari         | 1:42.042 | 1:29.966 | 1:29.549 | 10   |
| 11                       | 30 | Jolyon Palmer     | Renault              | 1:41.404 | 1:30.193 | —        | 11   |
| 12                       | 26 | Daniil Kvyat      | Toro Rosso           | 1:41.726 | 1:30.355 | —        | 12   |
| 13                       | 14 | Fernando Alonso   | McLaren-Honda        | 1:37.598 | 1:30.600 | —        | 20 2 |
| 14                       | 55 | Carlos Sainz Jr.  | Toro Rosso           | 1:41.114 | 1:31.368 | —        | 13   |
| 15                       | 19 | Felipe Massa      | Williams-Mercedes    | 1:41.874 | 1:31.482 | —        | 14   |
| 16                       | 18 | Lance Stroll      | Williams-Mercedes    | 1:42.573 | —        | —        | 15   |
| 17                       | 20 | Kevin Magnussen   | Haas-Ferrari         | 1:42.577 | —        | —        | 16   |
| 18                       | 94 | Pascal Wehrlein   | Sauber-Ferrari       | 1:42.593 | —        | —        | 17   |
| 19                       | 9  | Marcus Ericsson   | Sauber-Ferrari       | 1:42.633 | —        | —        | 18   |
| 20                       | 3  | Daniel Ricciardo  | Red Bull-TAG Heuer   | 1:42.966 | —        | —        | 19 3 |
| Tempo dos 107%: 1:44.429 |    |                   |                      |          |          |          |      |
| Fonte:                   |    |                   |                      |          |          |          |      |

Notas
↑1  - Valtteri Bottas (Mercedes) perdeu cinco posições por ter trocado a caixa de câmbio.
↑2  - Fernando Alonso (McLaren) perdeu 30 posições por ter trocado componentes da unidade de potência.
↑3  - Daniel Ricciardo (Red Bull) perdeu cinco posições por ter trocado a caixa de câmbio.

### Corrida
| Pos.   | Nu. | Piloto            | Construtor           | Voltas | Tempo/Retirado | Grid | Pontos |
| ------ | --- | ----------------- | -------------------- | ------ | -------------- | ---- | ------ |
| 1      | 44  | Lewis Hamilton    | Mercedes             | 51     | 1:21:27.430    | 1    | 25     |
| 2      | 77  | Valtteri Bottas   | Mercedes             | 51     | +14.063        | 9    | 18     |
| 3      | 7   | Kimi Räikkönen    | Ferrari              | 51     | +36.570        | 2    | 15     |
| 4      | 33  | Max Verstappen    | Red Bull-TAG Heuer   | 51     | +52.125        | 4    | 12     |
| 5      | 3   | Daniel Ricciardo  | Red Bull-TAG Heuer   | 51     | +65.955        | 19   | 10     |
| 6      | 27  | Nico Hülkenberg   | Renault              | 51     | +68.109        | 5    | 8      |
| 7      | 5   | Sebastian Vettel  | Ferrari              | 51     | +93.989        | 3    | 6      |
| 8      | 31  | Esteban Ocon      | Force India-Mercedes | 50     | +1 Volta       | 7    | 4      |
| 9      | 11  | Sergio Pérez      | Force India-Mercedes | 50     | +1 Volta       | 6    | 2      |
| 10     | 19  | Felipe Massa      | Williams-Mercedes    | 50     | +1 Volta       | 14   | 1      |
| 11     | 2   | Stoffel Vandoorne | McLaren-Honda        | 50     | +1 Volta       | 8    |        |
| 12     | 20  | Kevin Magnussen   | Haas-Ferrari         | 50     | +1 Volta       | 16   |        |
| 13     | 8   | Romain Grosjean   | Haas-Ferrari         | 50     | +1 Volta       | 10   |        |
| 14     | 9   | Marcus Ericsson   | Sauber-Ferrari       | 50     | +1 Volta       | 18   |        |
| 15     | 26  | Daniil Kvyat      | Toro Rosso           | 50     | +1 Volta       | 12   |        |
| 16     | 18  | Lance Stroll      | Williams-Mercedes    | 50     | +1 Volta       | 15   |        |
| 17     | 94  | Pascal Wehrlein   | Sauber-Ferrari       | 50     | +1 Volta       | 17   |        |
| Ret    | 14  | Fernando Alonso   | McLaren-Honda        | 34     |                | 20   |        |
| Ret    | 55  | Carlos Sainz Jr.  | Toro Rosso           | 0      |                | 13   |        |
| DNS    | 30  | Jolyon Palmer     | Renault              | 0      |                | 11   |        |
| Fonte: |     |                   |                      |        |                |      |        |

## Voltas na Liderança
- Commons

| Nº de Voltas | Piloto         | Voltas |
| ------------ | -------------- | ------ |
| 51           | Lewis Hamilton | (1-51) |

## Curiosidade
- Lewis Hamilton faz quinta pole no Grande Prêmio da Grã-Bretanha e iguala o recorde histórico de pole position na Grã-Bretanha com Jim Clark.

## 2017DHLFastest Pit Stop Award

### Resultado
| 1      | 19 | Felipe Massa     | Williams-Mercedes  | 2.02 | 25 |
| 2      | 44 | Lewis Hamilton   | Mercedes           | 2.23 | 18 |
| 3      | 77 | Valtteri Bottas  | Mercedes           | 2.26 | 15 |
| 4      | 33 | Max Verstappen   | Red Bull-TAG Heuer | 2.33 | 12 |
| 5      | 3  | Daniel Ricciardo | Red Bull-TAG Heuer | 2.37 | 10 |
| 6      | 20 | Kevin Magnussen  | Haas-Ferrari       | 2.48 | 8  |
| 7      | 18 | Lance Stroll     | Williams-Mercedes  | 2.50 | 6  |
| 8      | 14 | Fernando Alonso  | McLaren-Honda      | 2.66 | 4  |
| 9      | 8  | Romain Grosjean  | Haas-Ferrari       | 2.74 | 2  |
| 10     | 7  | Kimi Räikkönen   | Ferrari            | 2.74 | 1  |
| Fonte: |    |                  |                    |      |    |

### Classificação
| Tabela do DHL Fastest Pit Stop Award \| Pos \| Construtor \| Pontos \| Var \| \| --- \| -------------------- \| ------ \| --- \| \| 1 \| Williams-Mercedes \| 244 \| 0 \| \| 2 \| Mercedes \| 218 \| 0 \| \| 3 \| Red Bull-TAG Heuer \| 178 \| 0 \| \| 4 \| Ferrari \| 105 \| 0 \| \| 5 \| Force India-Mercedes \| 101 \| 0 \| \| 6 \| Toro Rosso \| 86 \| 0 \| \| 7 \| Haas-Ferrari \| 44 \| 0 \| \| 8 \| McLaren-Honda \| 33 \| 0 \| \| 9 \| Sauber-Ferrari \| 1 \| 0 \| \| 10 \| Renault \| 0 \| 0 \| |                      |        |     |
| Pos | Construtor           | Pontos | Var |
| 1 | Williams-Mercedes    | 244    | 0   |
| 2 | Mercedes             | 218    | 0   |
| 3 | Red Bull-TAG Heuer   | 178    | 0   |
| 4 | Ferrari              | 105    | 0   |
| 5 | Force India-Mercedes | 101    | 0   |
| 6 | Toro Rosso           | 86     | 0   |
| 7 | Haas-Ferrari         | 44     | 0   |
| 8 | McLaren-Honda        | 33     | 0   |
| 9 | Sauber-Ferrari       | 1      | 0   |
| 10 | Renault              | 0      | 0   |

## Tabela do campeonato após a corrida
Somente as cinco primeiras posições estão incluídas nas tabelas.
| Pos | Piloto           | Pontos | Var |
| --- | ---------------- | ------ | --- |
| 1   | Sebastian Vettel | 177    | 0   |
| 2   | Lewis Hamilton   | 176    | 0   |
| 3   | Valtteri Bottas  | 154    | 0   |
| 4   | Daniel Ricciardo | 117    | 0   |
| 5   | Kimi Räikkönen   | 98     | 0   |

| Pos | Construtor           | Pontos | Var |
| --- | -------------------- | ------ | --- |
| 1   | Mercedes             | 327    | 0   |
| 2   | Ferrari              | 265    | 0   |
| 3   | Red Bull-TAG Heuer   | 174    | 0   |
| 4   | Force India-Mercedes | 95     | 0   |
| 5   | Williams-Mercedes    | 41     | 0   |